# 千金子
千金子（学名：Leptochloa chinensis），为禾本科千金子属下的一个植物种。

## 圖示

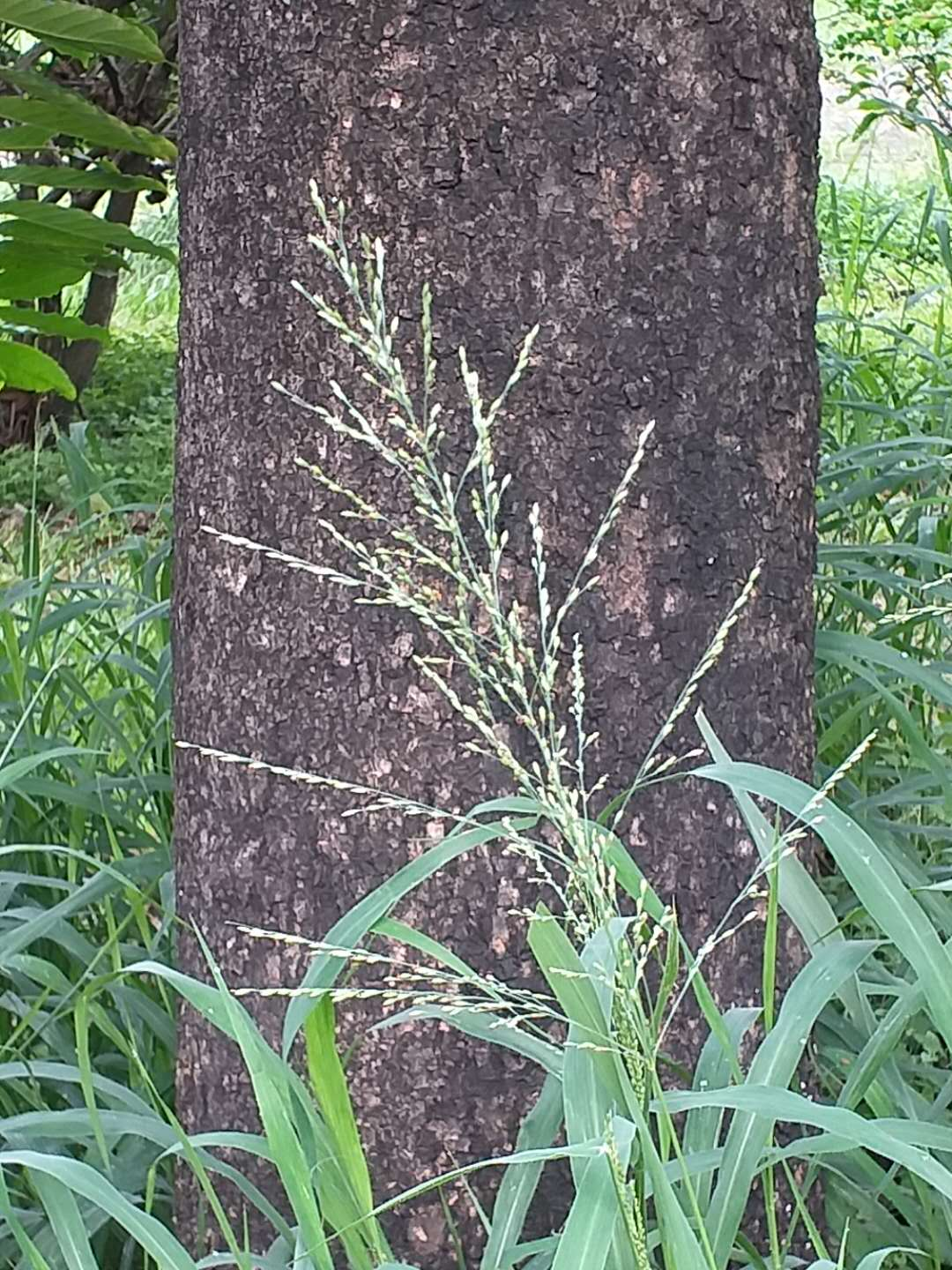
千金子，台灣。
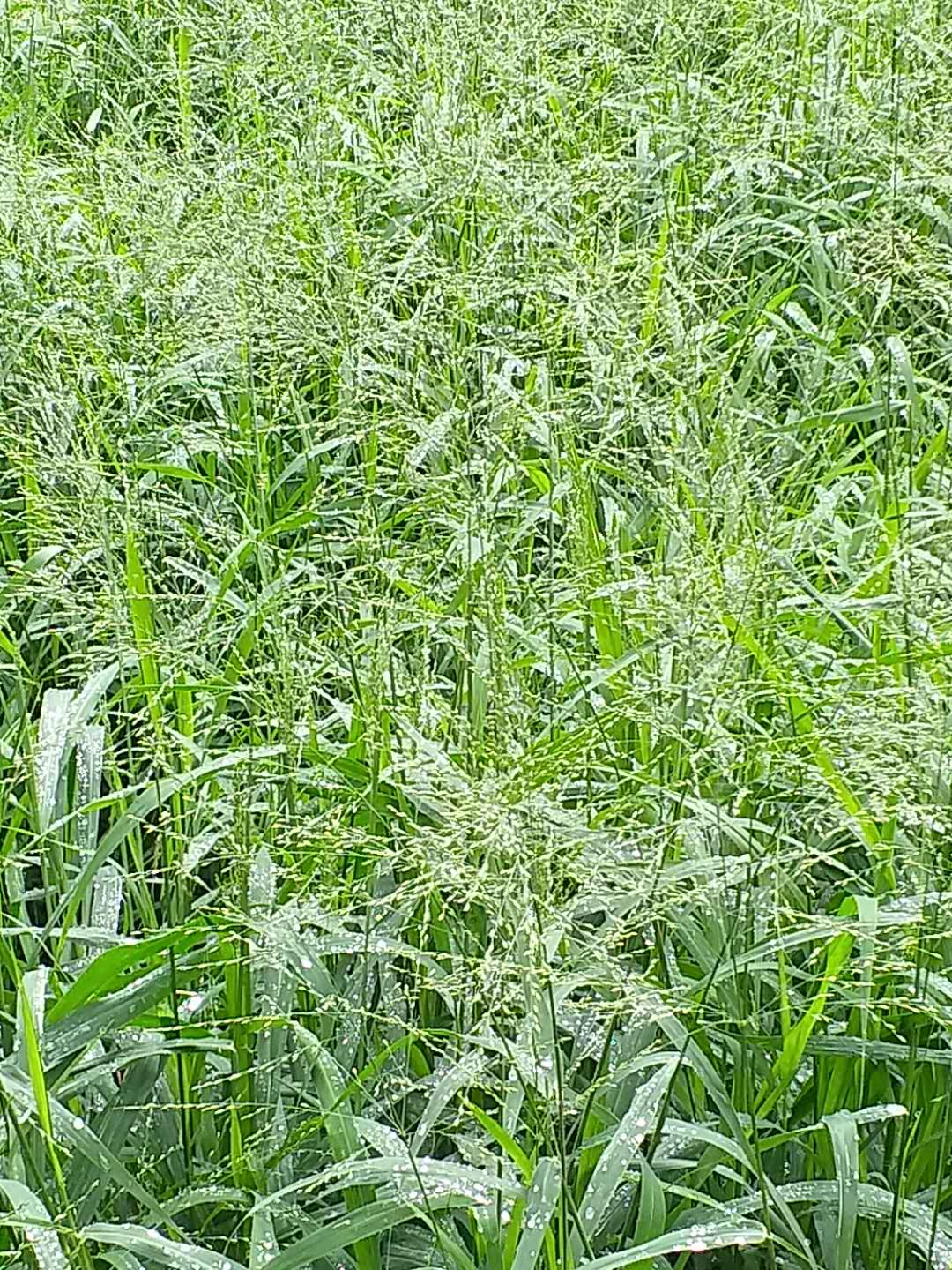
千金子，台灣。

## 外部連結
- 續隨子 （页面存档备份，存于） 藥用植物圖像數據庫 (香港浸會大學中醫藥學院) （中文）（英文）
- 千金子 中藥材圖像數據庫  (香港浸會大學中醫藥學院) （中文）（英文）